# Duro
|  | Aquest article tracta sobre la moneda. Vegeu-ne altres significats a «joc del duro». |

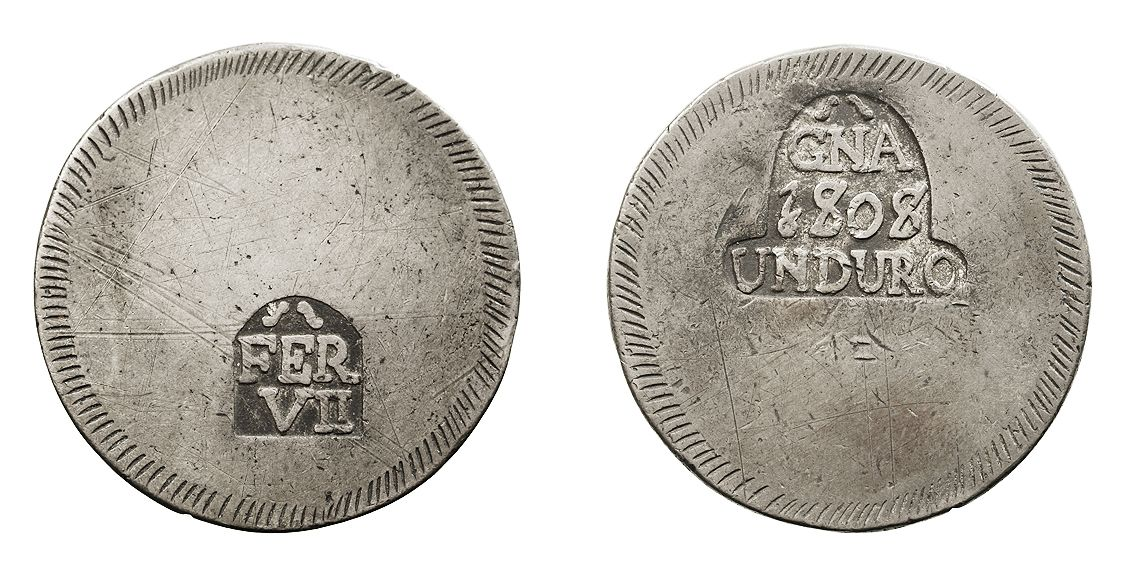
Duro encunyat a Girona el 1808, única emissió denominada en duros.

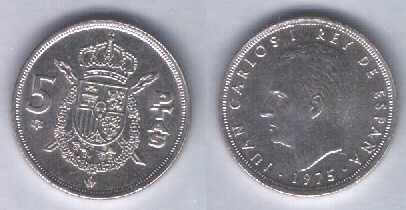
Un duro de 1975

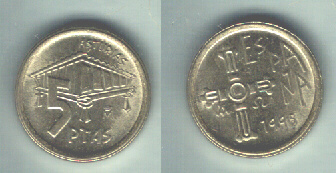
Un duro de 1998
(emissió dedicada a Astúries)

El duro és el nom tradicional de l'antiga moneda espanyola de cinc pessetes, o del valor d'aquesta moneda. Originalment era una moneda grossa d'argent, que degut als canvis monetaris dels segles xix i xx, successivament dugué les inscripcions 8 rals (d'argent), 20 rals (de billó), 2 escuts i 5 pessetes.
Procedeix de l'antiga moneda anomenada peso fuerte o peso duro en castellà, de 20 rals. També existia el peso de 10 rals o peso a seques. En molts països d'Hispanoamèrica es va mantenir la paraula peso per a la seva moneda nacional.
En els últims anys de circulació de la pesseta, a causa del seu valor escàs, el duro va ser per a molts la moneda més petita que s'utilitzava a Espanya.
El canvi del duro a l'euro és de 33,2772 duros (166,386 pessetes) per 1 euro. Un duro equival aproximadament a tres cèntims d'euro.

## Duro sevillano
Van ser famosos els  duros sevillanos, que estaven fets d'un aliatge d'argent de menor valor que l'aliatge dels de curs legal. Tenien la lletra 'F' d'Alfonso més curta i 22 ratlles en lloc de les 21 oficials, dins l'escut de les flors de llis del revers. Els  duros sevillanos van ser tan famosos que fins i tot van arribar a ser sinònim de falsedat. En català existeix l'expressió:
| « | Ets més fals que un duro sevillano | » |

## Ús social
Popularment, alguns múltiples de 5 pessetes eren tant o més coneguts en duros que en pessetes: per exemple, les 100 pessetes eren conegudes com els 20 duros. No tan difós era anomenar les 500 pessetes com els 100 duros i les 5.000 com els 1.000 duros. Molts acords monetaris i moltes travesses, especialment aquells que es feien de paraula, es feien en duros i no en pessetes. Per exemple, durant molts anys les travesses als trinquets de pilota valenciana es feien sovint en duros i no en pessetes.